# Хан Фастольф
Доктор Хан Фастфольф — персонаж циклу романів «Роботи» Айзека Азімова.
Вчений-косміт з планети Аврора, найкращий спеціаліст зі створення роботів, що імітують зовнішній вигляд людини — андроїдів, хоча Азімов називає їх «людиноподібними роботами». Найвизначнішими його творами є Р. Деніел Оліво та Р. Джандер Панелл.
Р. Жискар Рівентлов — ще одне з його творінь, хоча він не є людиноподібним роботом, бо має металеву зовнішність. Фастольф — головний союзник землянина Іллі Бейлі, що започаткував другу хвилю колонізаторів космосу із Землі.
Фастольф і Бейлі є ключовими фігурами розширення людської раси в Галактиці.
Доктор Фастольф лідер партії гуманістів на Аврорі — прихильників надання шансу землянам для їх галактичної експансії.